# Henri Sanz (rugby, 1914)
Pour les articles homonymes, voir Henri Sanz et Sanz.
Pas d'image ? Cliquez ici

a Compétitions nationales et continentales officielles uniquement.

b Matchs officiels uniquement.
Henri Sanz, né le 14 janvier 1914 à Boucau et mort le 16 février 1984 à Toulouse, est un joueur et entraîneur de rugby à XV et de rugby à XIII évoluant au poste d'ailier dans les années 1930 et 1940.
Natif de Boucau, il s'y forme au club du Boucau Tarnos stade au rugby à XV avec succès. À tout juste vingt ans, il franchit ensuite le rubicon dans l'été 1934 lors de l'arrivée du rugby à XIII en France en s'engageant à Villeneuve-sur-Lot et remportant le Championnat de France en 1935. Il y reste une saison avant de revenir près de sa ville natale en signant pour Côte basque où il remporte la Coupe de France en 1936.
L'entrée de la France dans la guerre et l'interdiction du rugby à XIII en France l'amène à revenir dans le rugby à XV et joue durant la guerre à l'AS Côte basque. À la libération, il revient aussitôt au rugby à XIII et joue la première rencontre de rugby à XIII au Parc des Princes de Paris dans une sélection Côte basque contre Carcassonne avec des éléments du XIII Catalan en novembre 1944 aux côtés de Cyprien Estoueigt, Ambroise Ulma, Puig-Aubert, Frédéric Trescazes, Jean Poch, Germain Calbète et Félix Bergèse.
Dans la vie civile, il est garçon de café.

## Biographie
Son fils, Jean-Claude Sanz, est devenu joueur de rugby à XV et atteint la finale du Championnat de France en 1966 avec Dax.

## Palmarès

### Rugby à XV

#### En club
| Saison    | Saison | Championnat           | Championnat | Championnat | Championnat | Championnat | Championnat | Championnat |
| Saison    | Saison | Compétition           | M           | Pts         | Ess.        | Pén.        | Tr.         | Dp.         |
| --------- | ------ | --------------------- | ----------- | ----------- | ----------- | ----------- | ----------- | ----------- |
| 1931-1932 | Boucau | Championnat de France | ?           | -           | -           | -           | -           | -           |
| 1932-1933 | Boucau | Championnat de France | ?           | -           | -           | -           | -           | -           |
| 1933-1934 | Boucau | Championnat de France | ?           | -           | -           | -           | -           | -           |

### Rugby à XIII
- Collectif : 
  - Vainqueur du Championnat de France : 1935 (Villeneuve-sur-Lot).
  - Vainqueur de la Coupe de France : 1936 (Côte basque).

#### Détails en sélection
| Matchs internationaux d'Henri Sanz | Matchs internationaux d'Henri Sanz | Matchs internationaux d'Henri Sanz | Matchs internationaux d'Henri Sanz | Matchs internationaux d'Henri Sanz | Matchs internationaux d'Henri Sanz | Matchs internationaux d'Henri Sanz | Matchs internationaux d'Henri Sanz | Matchs internationaux d'Henri Sanz | Matchs internationaux d'Henri Sanz | Matchs internationaux d'Henri Sanz | Matchs internationaux d'Henri Sanz |
|                                    | Date                               | Adversaire                         | Résultat                           | Compétition                        | Poste                              | Points                             | Essais                             | Pen.                               | Drops                              |                                    |                                    |
| ---------------------------------- | ---------------------------------- | ---------------------------------- | ---------------------------------- | ---------------------------------- | ---------------------------------- | ---------------------------------- | ---------------------------------- | ---------------------------------- | ---------------------------------- | ---------------------------------- | ---------------------------------- |
| sous les couleurs de la France     |                                    |                                    |                                    |                                    |                                    |                                    |                                    |                                    |                                    |                                    |                                    |
| 1.                                 | 20 mars 1938                       | Angleterre                         | 15-17                              | Coupe d'Europe                     | Ailier                             | 3                                  | 1                                  | -                                  | -                                  |                                    |                                    |
| 2.                                 | 2 avril 1938                       | Pays de Galles                     | 2-18                               | Coupe d'Europe                     | Ailier                             | -                                  | -                                  | -                                  | -                                  |                                    |                                    |

#### En club
| Saison    | Saison             | Championnat           | Championnat | Championnat | Championnat | Championnat | Championnat | Championnat |
| Saison    | Saison             | Compétition           | M           | Pts         | Ess.        | Buts        | Dp.         |             |
| --------- | ------------------ | --------------------- | ----------- | ----------- | ----------- | ----------- | ----------- | ----------- |
| 1934-1935 | Villeneuve-sur-Lot | Championnat de France | ?           | -           | -           | -           | -           |             |
| 1935-1936 | Côte basque        | Championnat de France | ?           | -           | -           | -           | -           |             |
| 1936-1937 | Côte basque        | Championnat de France | ?           | -           | -           | -           | -           |             |
| 1937-1938 | Côte basque        | Championnat de France | ?           | -           | -           | -           | -           |             |
| 1938-1939 | Côte basque        | Championnat de France | ?           | -           | -           | -           | -           |             |